# 錢伯斯旅館 (加利福尼亞州)
錢伯斯旅館（英語：Chambers Lodge）是位於美國加利福尼亞州普萊瑟縣的一個非建制地區。該地的面積和人口皆未知。

## 地理
錢伯斯旅館的座標為39°04′24″N 120°08′29″W / 39.07333°N 120.14139°W，而該地的平均海拔高度為1901米（即6237英尺）。